# 1214
سنة 1214 كانت سنة بسيطة تبدأ يوم الأربعاء (الرابط يظهر نموذج التقويم الكامل للسنة) من التقويم اليولياني.

## مواليد
- القرطبي.
- روجر باكون.
- إيزابيلا من انكلترا.
- ابن سعيد المغربي.
- المنصور محمد بن محمود.
- روجر باكون.
- شمس الدين القرطبي.
- لويس التاسع.

## وفيات
- ألفونسو الثامن ملك قشتالة.
- إليانور من إنجلترا.
- وليام الأسد.